# Fabio Depaoli
Fabio Depaoli (ur. 24 kwietnia 1997 w Riva del Garda) – włoski piłkarz występujący na pozycji obrońcy we włoskim klubie Hellas Werona. Wychowanek Trilacum, w trakcie swojej kariery grał także w takich zespołach, jak Chievo, Atalanta oraz Benevento. Młodzieżowy reprezentant Włoch.